# Bartholomeus Spranger

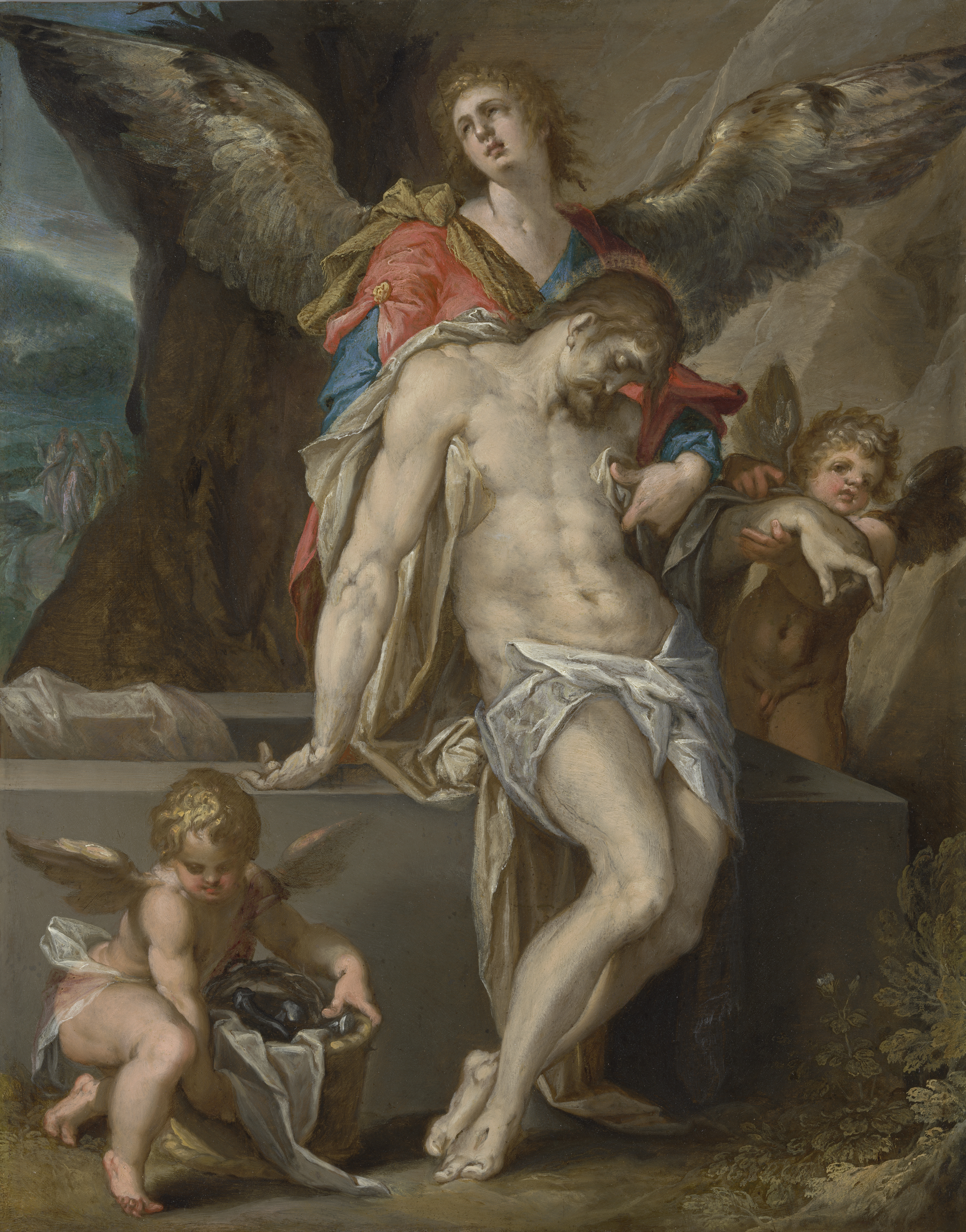
Engelen dragen het lichaam van Christus (ca. 1587)

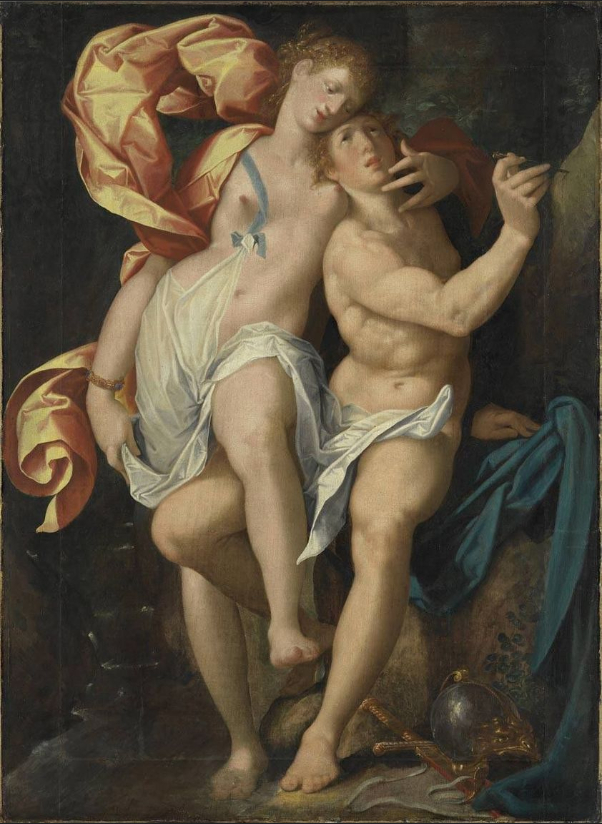
Angelica en Medor

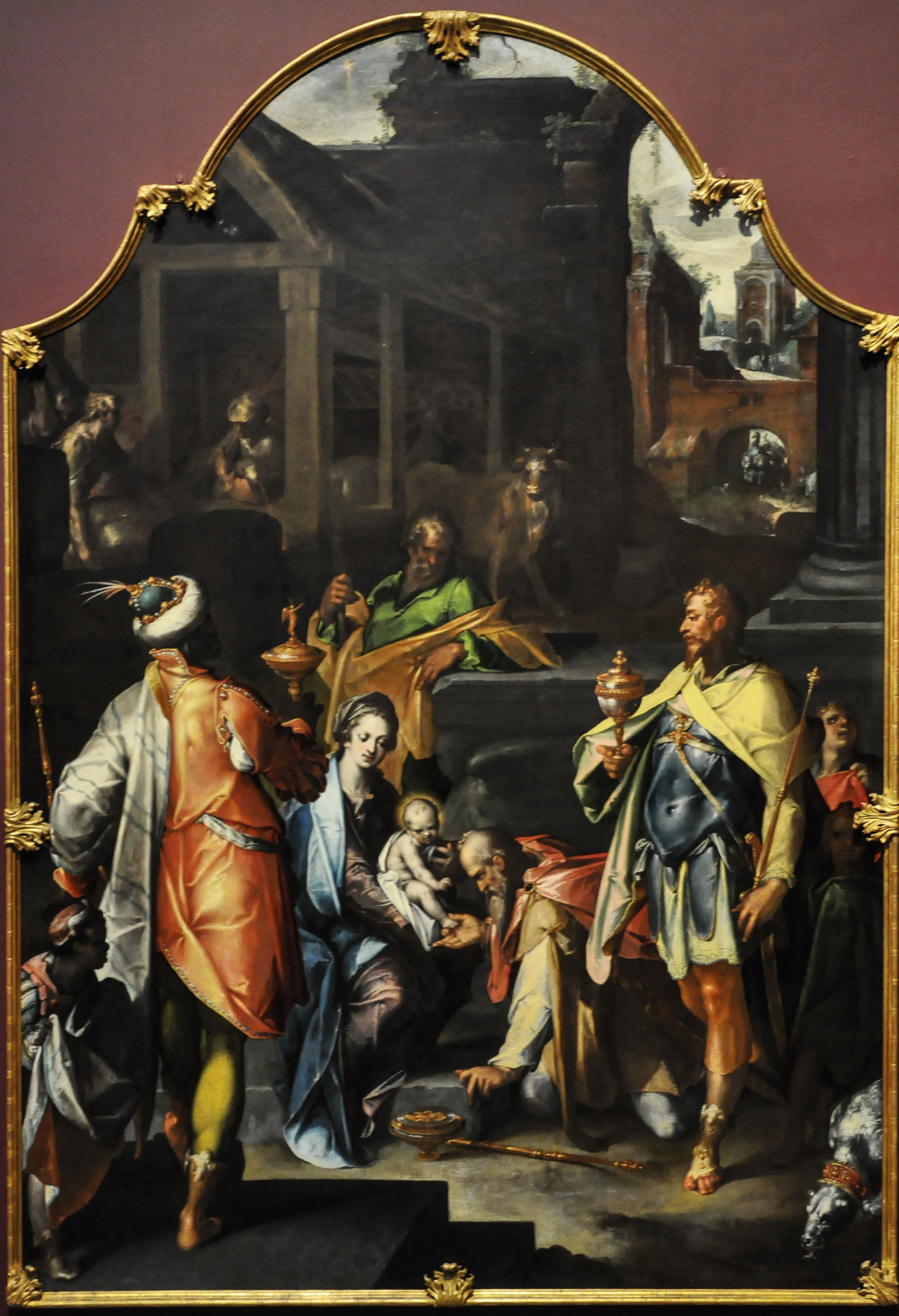
Aanbidding van de koningen in de National Gallery Londen

Bartholomeus Spranger (Antwerpen, 21 maart 1546 – Praag, voor 27 september 1611) was een Zuid-Nederlands kunstschilder.

## Leven
Bartholomeus Spranger ontving zijn opleiding bij Jan Mandijn, Frans Mostaert en Cornelis van Dalem, maar hij nam vooral het verfijnde maniërisme van Frans Floris en Parmigianino als voorbeeld door etsen naar hun werk te kopiëren. In 1565 reisde hij via Parijs en Lyon naar Milaan, waar hij zich in de fresco-techniek bekwaamde, en vervolgens naar Parma, waar hij het werk van Parmigianino en Correggio nader bestudeerde. In 1566 kwam hij aan in Rome, waar hij spoedig enkele invloedrijke beschermers vond en uiteindelijk door paus Pius V tot pauselijk schilder benoemd werd.
In 1575 werd Bartholomeus Spranger aangesteld als hofschilder van keizer Maximiliaan II in Wenen, en in 1581 trad hij in dienst van de kunstlievende keizer Rudolf II in Praag. Diens hof was tot een hoogst belangrijk centrum van het maniërisme uitgegroeid, waar kunstenaars uit heel Europa emplooi vonden en elkaar wederzijds beïnvloedden. Andere kunstenaars uit de Nederlanden waren onder andere de schilder Roelant Savery, de beeldhouwer Adriaen de Vries en de edelsmid Paulus van Vianen.
Spranger trouwde in 1582 in Praag Christina Müller, de dochter van een rijke goudsmid, en verwierf met zijn vele opdrachten snel een groot aanzien. De keizer verhief hem zelfs in de adelstand. In 1602 maakte hij een reis naar de Nederlanden, waar hij onder meer Amsterdam, Haarlem en Antwerpen aandeed. Hij stierf als een vermogend man.

## Werk
Spranger schilderde allegorische en mythologische voorstellingen met sterk erotische lading, waarin vele invloeden samensmolten. Naast de al genoemde voorbeelden, hebben ook de grootschalige composities van de gebroeders Zuccari en de gekunstelde lichaamsposes van Giambologna in zijn werk hun sporen nagelaten.
Hij kwam tot een stijl die gekenmerkt wordt door kunstig verstrengelde lichamen in overvloedige, decoratieve composities, door sterke licht-en-donkercontrasten en door sprekende kleuren die een parelmoer-achtige glans uitstralen. Zijn invloed op andere schilders was groot. Veel van zijn werken werden door Hendrick Goltzius gegraveerd en in prent gebracht en kenden daardoor een ruime verspreiding, vooral in Frankrijk en in de Nederlanden. De Haarlemmer maniëristen als Goltzius en Cornelis van Haarlem waren bijzonder onder de indruk van zijn werk.
Werken van Spranger bevinden zich onder meer in het Kunsthistorisches Museum in Wenen en in de National Gallery te Londen. 